# نوع اول (شیمی)
نوع اول یا اولیه اصطلاحی است که در شیمی آلی برای طبقه بندی انواع مختلف ترکیبات (به عنوان مثال الکل‌ها ، آلکیل هالیدها، آمین‌ها) یا واسطه‌های واکنش‌پذیر (به عنوان مثال رادیکال‌های آلکیل، کربوکاتیون) استفاده می شود.
|                      | اتم قرمز رنگ به عنوان اتم مرکزی در ترکیبات مختلف. اتم مرکزی نوع اول در مقایسه با اتم مرکزی نوع دوم، نوع سوم و نوع چهارم. |         |         |            |
|                      | نوع اول | نوع دوم | نوع سوم | نوع چهارم  |
| اتم کربن در یک آلکان | |         |         |            |
| الکل                 | |         |         | وجود ندارد |
| آمین                 | |         |         |            |
| آمید                 | |         |         | وجود ندارد |
| فسفین                | |         |         |            |

## همچنین ببینید
- نوع دوم
- نوع سوم
- نوع چهارم